# Sobreviragem

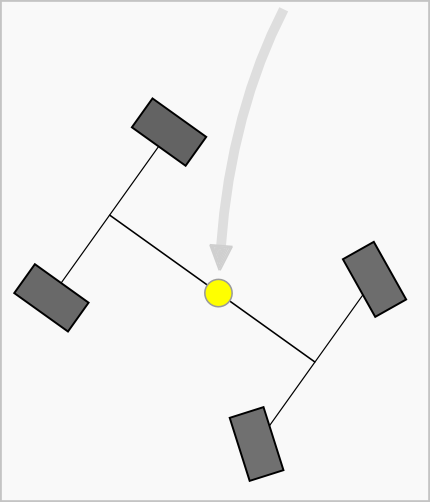
Exemplo de sobreviragem radical.

Sobresterço (português brasileiro) ou sobreviragem (português europeu) (em inglês conhecido como "oversteering", "loose" ou ainda "tail happy") é um fenómeno que pode ocorrer quando um automóvel descreve uma curva. Diz-se que um veículo sobrevira quando a traseira do veículo se move para a parte de fora da curva, as rodas traseiras do veículo excedem os limites da sua tracção lateral durante a curva antes das rodas dianteiras o fazerem, ou seja, o ângulo de escorregamento das rodas de trás excede o ângulo das rodas da frente. 

## Sobreviragem radical
A sobreviragem está relacionada com o comportamento natural do veículo quando este descreve uma curva e não deve ser confundida com a sobreviragem radical ou sobreviragem crítica que consiste na derrapagem acidental ou intencional de modo à traseira do veículo ir em direcção ao exterior da curva com um ângulo muito acentuado (este ângulo designa-se de ângulo de derrapagem, não deve ser confundido com o ângulo de escorregamento). A sobreviragem radical pode induzir um automóvel a fazer peões.
Consideremos um automóvel a descrever uma curva num plano horizontal a uma velocidade baixa e sem acelerar. Neste caso as forças centrífugas são nulas e é de esperar que o automóvel descreva um arco de circunferência que depende apenas da posição das rodas, para cada posição do volante. Isto nem sempre acontece - depende de vários factores para um mesmo automóvel e difere de automóvel para automóvel. Quando o raio do arco descrito pelo veículo for menor que o esperado, diz-se que o veículo sobrevira, caso contrário subvira.

## Factores de influência
A tendência de um automóvel para sobrevirar é afectada por varios factores, entre eles: a tracção mecânica, a aerodinâmica, o sistema de suspensão e o controlo do condutor/piloto. 
Automóveis com tracção traseira (RWD) estão mais sujeitos a sobrevirar, em particular, quando aceleram numa curva apertada. Isto ocorre porque os pneus traseiros ficam sujeitos ao torque do motor e tendem a seguir em frente e não ao longo da curva como os pneus da frente, movendo a traseira do carro para a parte de fora da curva - ligeiramente e o veículo sobrevira - ou acentuadamente e o veículo sobrevira radicalmente.

## Velocidade crítica
Automóveis com tendência para sobrevirar têm associado um modo de instabilidade designado de velocidade crítica (geralmente uma velocidade elevada).
À medida que o automóvel se aproxima desta velocidade a condução torna-se progressivamente mais sensível e quando chega a esta velocidade o automóvel vira mesmo com a direcção neutra, pelo que é necessário contrariar este efeito com pequenos ajustes no volante. Por outro lado, automóveis com tendência para subvirar não possuem este modo de instabilidade, sendo esta uma das razões que levam os construtores de veículos de alta velocidade a projectá-los para subvirarem naturalmente.

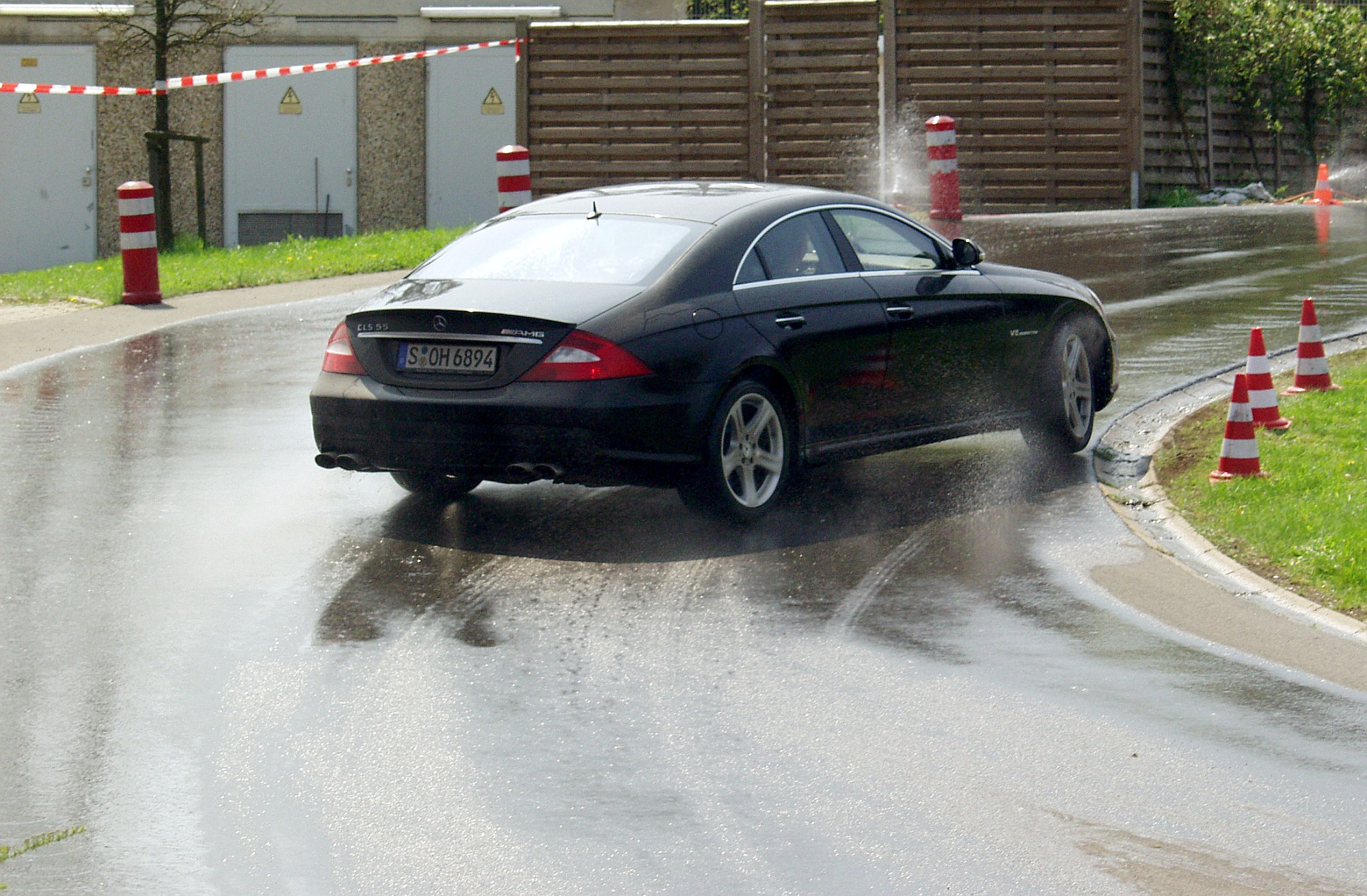
Um Mercedes AMG CLS 55 em Drifting.

## Desporto automóvel
Apesar de tudo, a sobreviragem na sua forma radical é usada nas competições automóveis.
Drifting é uma modalidade recente originada no Japão que consiste em deliberadamente fazer o automóvel derrapar para os lados várias vezes e premia as sobreviragens mais críticas.
Em corridas como o Rally, a manobra em gancho ("opposite lock" em inglês) é vastamente usada e tira partido da sobreviragem crítica.